# Congresso para a Mudança Progressista
O Congresso para a Mudança Progressista (em inglês: Congress for Progressive Change), também conhecido pelo acrônimo CPC, foi um partido político nigeriano fundado oficialmente em 28 de dezembro de 2009 com sede em Abuja, capital federal da Nigéria.
Em fevereiro de 2013, o partido decidiu por fundir-se com o Congresso Ação da Nigéria, o Partido de Todos os Povos da Nigéria e uma ala da Grande Aliança de Todos os Progressistas para formar o Congresso de Todos os Progressistas, atualmente um dos dois partidos políticos majoritários da política nigeriana no período da Quarta República.

## Ideologia política
Em seu estatuto, o CPC defendia a liberdade individual, os direitos humanos e o bem-estar social dos cidadãos menos privilegiados. Seus filiados eram ideologicamente vinculados ao liberalismo político idealizado filósofo e cientista político norte-americano John Rawls. Em seu manifesto para as eleições legislativas de 2011, o CPC defendeu uma proposta de emenda constitucional que reordenava o pacto federativo nigeriano ao defender que o governo federal delegasse de forma mais igualitária poderes, deveres e responsabilidades aos estados e governos locais, a fim de consolidar a Nigéria como uma nação verdadeiramente federativa.
Entretanto, seus representantes eleitos omitiram-se sobre a questão do zoneamento de cargos públicos da administração direta, prática comum na política nigeriana, segundo a qual os cargos-chave são alocados em rotação a representantes de cada região do país.

## Resultados eleitorais

### Eleições presidenciais
| Eleição | Candidato        | Votos válidos | %      | Posição | Situação   |
| ------- | ---------------- | ------------- | ------ | ------- | ---------- |
| 2011    | Muhammadu Buhari | 12 214 853    | 31,97% | 2.º     | Não eleito |

### Eleições legislativas
| Eleição | Senado da Nigéria | Senado da Nigéria | Senado da Nigéria | Senado da Nigéria | Câmara dos Representantes | Câmara dos Representantes | Câmara dos Representantes | Câmara dos Representantes |
| Eleição | Votos válidos     | %                 | Assentos          | +/-               | Votos válidos             | %                         | Assentos                  | +/-                       |
| ------- | ----------------- | ----------------- | ----------------- | ----------------- | ------------------------- | ------------------------- | ------------------------- | ------------------------- |
| 2011    | 4 212 283         | 14,73%            | 7 / 109           | Novo              | 4 212 283                 | 14,73%                    | 38 / 360                  | Novo                      |